# Список почётных граждан Норильска

Список почётных граждан Норильска — перечень награждённых высшей награды города Норильска Красноярского края России. Почётное звание присуждается за выдающиеся заслуги граждан перед жителями Норильска. Звание введено в 1974 году, обновлено в 2001 году.

Звание «Почетный гражданин города Норильск» присваивается решением Городского Совета единого муниципального образования «город Норильск».
Награжденному вручается нагрудной знак «Почётный житель города Норильска Красноярского края» и диплом.
Церемония присвоения звания «Почетный гражданин города Норильск» проводится один раз в год и приурочивается к празднованию Дня города.

## История
Звание «Почётный гражданин города Норильска» учреждено Решением Норильского городского совета депутатов трудящихся от 15 февраля 1974 года.
Первым удостоенным стал Николай Урванцев, «за большой вклад в развитие Норильского промышленного района, в становление и развитие города Норильска, за многолетний плодотворный труд на Норильском горно-металлургическом комбинате».

## Награждение
В положении от 1974 года говорится, что «Звание … вручается гражданам, внесшим большой вклад в развитие промышленности, строительства, транспорта и связи, торговли и общественного питания, бытового обслуживания и коммунального хозяйства, здравоохранения, народного образования и культуры».
В редакции от 2001 года добавлено про «успешное руководство предприятием, строительство уникального объекта, изобретение, особые достижения в труде и спорте, проявление личного мужества при защите интересов горожан, а также иные выдающиеся заслуги».

## Награждённые
В перечне указано: номер награды; дата награждения; фамилия, имя и отчество награждённого, его должность.
1. 31.01.1975 Урванцев, Николай Николаевич, профессор Ленинградского Научно-исследовательского института Геологии Арктики.
2. 31.01.1975 Воронцов, Александр Емельянович, Начальник геологической службы Норильска.
3. 31.01.1975 Всесвятский, Владимир Николаевич, Начальник материально-технического снабжения комбината.
4. 31.01.1975 Шереметов, Александр Сергеевич, Мастер медного завода, в НПР с 1954—1974 г.
5. 04.04.1975 Лукьянов, Всеволод Константинович, Народный артист РСФСР.
6. 28.08.1975 Непокойчицкий, Витольд Станиславович, Главный архитектор проекта города. В Норильске с 1939—1973 г.
7. 27.06.1977 Лебедев, Валентин Витальевич, Летчик-космонавт СССР.
8. 27.08.1977 Перфилов, Иван Маркович, Заместитель начальника комбината по строительству, директор института «Мосгражданпроект».
9. 26.08.1977 Савва, Лев Александрович, Начальник горного отдела института «Норильскпроект». В НПР с 1937—1954 г. и с 1964 г.
10. 26.08.1977 Анисимов, Леонид Иванович, Главный инженер управления капитального строительства. В НПР с 1960—1986 г.
11. 19.03.1982 Жмурко, Пётр Трофимович, Заместитель директора Норильского комбината. В НПР с 1934 г.
12. 21.06.1985 Беспалова, Павлина Максимовна, Главный врач санатория профилактория «Валек» — заслуженный врач РСФСР . В НПР с 1948 г.
13. 21.06.1985 Брухис, Иосиф Борисович, Главный инженер Московской конторы комбината, бывший заместитель главного инженера комбината. В НПР с 1953—1975 г.
14. 21.06.1985 Гладышева, Татьяна Артемьевна, Аппаратчик-гидрометаллург хлорно-кобальтового цеха никелевого завода. В НПР с 1942 г.
15. 21.06.1985 Киселёв, Иван Иосифович, Старший оперуполномоченный отдела уголовного розыска УВД Норильского горисполкома. В НПР с 1954 г.
16. 21.06.1985 Климов, Евгений Арсентьевич, Главный врач городской больницы. В Норильске с 1956 г.
17. 21.06.1985 Попов, Михаил Александрович, Плавильщик медного завода. В НПР с 1944 г.
18. 21.06.1985 Почекутова, Александра Филипповна, Оператор «Сирена» городского агентства Норильского объединённого авиаотряда. В НПР с 1949 г.
19. 21.06.1985 Сапрыкин, Григорий Иванович, Старший инженер-технолог производственного отдела Норильской комплексной геологоразведочной экспедиции. В НПР с 1935 г.
20. 21.06.1985 Чентемиров, Минас Георгиевич, Первый заместитель председателя Госстроя СССР.
21. 21.06.1985 Черниховский, Георгий Владимирович, Заведующий городским отделом народного образования.
22. 21.06.1985 Чернышов, Константин Николаевич, Слесарь по ремонту котельного оборудования ТЭЦ-1. В НПР с 1935 г.
23. 20.09.1985 Алфименко, Фёдор Андреевич, Председатель Таймырского окружкома профсоюза. В Норильске с 1950 г.
24. 28.06.1986 Чалкин, Изосим Алексеевич, Начальник хлорно-кобальтового цеха никелевого завода. В НПР с 1942 г.
25. 25.09.1987 Полищук, Владимир Иванович, Начальник управления снабжения НГМК. В Норильске с 1957 г.
26. 09.09.1988 Колесников, Борис Иванович, Директор Норильского горно-металлургического комбината им. А. П. Завенягна. В НПР с 1946 г.
27. 09.09.1988 Пилиховский, Борис Николаевич, Секретарь Таймырского окружного комитета профсоюзов.
28. 09.09.1988 Розин, Борис Яковлевич, Начальник юридического отдела НГМК. В Норильске с 1951 г.
29. 22.09.1989 Благих, Борис Михайлович, Секретарь Норильского ГК КПСС. В Норильске с 1958 г.
30. 22.09.1989 Козловский, Вячеслав Александрович, Старший мастер плавильного цеха никелевого завода. В Норильске с 1948—1988 г.
31. 15.12.1989 Аристов, Игорь Сергеевич, Секретарь Норильского ГК КПСС. В Норильске с 1961—1988 г.
32. 15.12.1989 Пустовойт, Фёдор Иосифович, Начальник отдела пожарной безопасности и охраны НГМК. В Норильске с 1948—1983 г.
33. 19.01.1991 Кродерс, Гунар Робертович, Журналист, Редактор газеты «Горняк».
34. 19.01.1991 Масловский, Иван Александрович, Командир Норильского объединённого авиапредприятия. В Норильске с 1966 г.
35. 22.11.1991 Иванов, Пётр Фёдорович (род. 15.10.1927), Начальник технического отдела управления главного механика НГМК В Норильске с 1974.
36. 22.11.1991 Знаменский, Серафим Васильевич, Врач-онколог онкологического диспансера. В Норильске с 1943 г.
37. 16.11.1993 Назарова, Лариса Григорьевна, Профессор кафедры архитектуры завода ВТУЗа при НГМК.
38. 19.07.1995 Рыжков, Василий Васильевич, Общественный спасатель. Участник лыжных переходов.
39. 22.08.1995 Смолов, Юрий Михайлович, Заместитель директора НГМК по режиму и охране, бывший председатель горисполкома.
40. 09.04.1996 Бражник, Виталий Васильевич, Председатель Норильского Совета ветеранов.
41. 28.10.1996 Волков, Владимир Игоревич, Начальник научно-технического управления АО «Норильский комбинат».
42. 07.05.1997 Козюра, Алексей Иванович, Директор института «Норильскпроект».
43. 09.10.1998 Бариев, Халил Адыгамович, Член союза писателей России, Норильский поэт.
44. 19.10.1999 Деревцов, Валерий Иванович, 06.54 — 12.86 — НГМК — Медный завод 01.87 — 12.96 — НИИ, зав.кафедрой металлургии цветных металлов.
45. 28.01.2000 Данилов, Леонид Иванович, 1978—1993 г.г. Главный механик НГМК.
46. 26.09.2000 Шелихов, Валентин Иванович, Генеральный директор ОАО «Таймырэнерго».
47. 11.07.2006 Колегов, Арсентий Андреевич, Ректор ГОУ ВПО «Норильский индустриальный институт».
48. 16.04.2001 Иваницкий, Василий Степанович, Машинист крана медного завода, председатель КТОС-1.
49. 11.10.2002 Хлопонин, Александр Геннадиевич, Губернатор Красноярского края.
50. 11.10.2002 Хагажеев, Джонсон Талович, Первый заместитель Генерального директора — Первый заместитель Председателя Правления ОАО "ГМК «Норильский никель».
51. 11.10.2002 Петухов, Геннадий Фёдорович, Заместитель Главы города Норильска по городскому хозяйству.
52. 18.07.2003 Голубятникова, Наталья Николаевна, Председатель Норильского городского Совета ветеранов ВОВ.
53. 06.06.2006 Бударгин, Олег Михайлович, Губернатор ТАО.
54. 11.09.2007 Филатов, Анатолий Васильевич, 1988—1996 г.г. — Генеральный директор ОАО "ГМК «Норильский никель»
55. 24.06.2008 Бобров, Виталий Павлович, Первый заместитель Главы города Красноярска.
56. 24.06.2008 Жданова, Евдокия Дмитриевна, Врач-уролог МУЗ «Городская поликлиника № 1», пенсионер.
57. 24.06.2008 Кармазина, Раиса Васильевна, Депутат Государственной Думы Федерального Собрания Российской Федерации.
58. 24.06.2008 Пьявко, Владислав Иванович, Первый Вице-президент Международного Союза музыкальных деятелей.
59. 30.06.2009 Долгих, Владимир Иванович, Дважды Герой социалистического труда, Директор НГМК имени А.Завенягина в 1962—1969 г.г.
60. 29.06.2010 Каргинов, Казбек Георгиевич, Заслуженный работник Норильского горно-металлургического комбината, награждён Орденом Октябрьской революции, Почетный гражданин города Талнаха.
61. 28.06.2011 Кузнецов, Лев Владимирович, Губернатор Красноярского края
62. 07.02.2013 Новак, Александр Валентинович, Министр энергетики Российской Федерации
63. 21.05.2013 Семёнов, Валерий Владимирович Первый заместитель председателя Законодательного Собрания Красноярского края
64. 25.06.2013 Кравцов, Виктор Фомич; Последнее место работы с 04.1993 по 12.1993- Ведущий геолог геологического отдела Норильской комплексной геологоразведочной экспедиции. На данный момент — пенсионер
65. 18.03.2014 Редкозубов, Валерий Анатольевич, Двукратный победитель XI Паралимпийских зимних игр в Сочи-2014 и стипендиат Президента Российской Федерации
66. 16.12.2014 Садовский Геннадий Иванович, Кандидат технических наук, доктор экономических наук. С 1971 по 1981 год работал ректором Норильского индустриального института.